# Русько-Гвоздівські Виселки
Русько-Гвоздівські Виселки (рос. Русско-Гвоздёвские Выселки) — село у Семилуцькому районі Воронезької області Російської Федерації.
Населення становить 11 осіб (2010). Входить до складу муніципального утворення Медвеженське сільське поселення.

## Історія
Населений пункт розташований у історичному регіоні Чорнозем'я. Від 1925 року належить до Семилуцького району, спочатку в складі Центрально-Чорноземної області, а від 1934 року — Воронезької області.
Згідно із законом від 15 жовтня 2004 року входить до складу муніципального утворення Медвеженське сільське поселення.

## Населення
| 2010 |
| ---- |
| 11   |